# كريستال (قردة)
كريستال (مواليد 6 ماي 1994) (بالإنجليزية: Crystal)‏ هي قردة من أسرة الكبوشاوات، ممثلة في السينما الأمريكية.
بدأت التمثيل في فيلم جورج وجونغل سنة 1997. وشاركت في عدة أفلام شهيرة مثل ليلة في المتحف سنة 2006، وصداع الكحول الجزء الثاني سنة 2011.

## روابط خارجية
- كريستال على موقع IMDb (الإنجليزية)
- كريستال على موقع قاعدة بيانات الفيلم (الإنجليزية)